# Исчезновение дамы в театре Робер-Удена
«Исчезновение дамы в театре Робер-Удена» (фр. Escamotage d'une dame au théâtre Robert Houdin, 1896) — французский короткометражный художественный немой фильм Жоржа Мельеса.

## Сюжет
Фокусник (Мельес) производил несколько пассов над дамой, сидящей в кресле. Дама исчезает.

## Художественные особенности
Мельес после счастливой случайности на площади Оперы понял, что он может снять в Монтрэ один из знаменитейших номеров Робер-Удена «Похищение дамы» фокусника Буатье де Кольта без всяких приспособлений, употреблявшихся на сцене. Сделано это было очень просто. Мельес в костюме фокусника производил несколько пассов над дамой, сидящей в кресле. Потом останавливали съёмку на несколько секунд, когда Мельес застывал в неподвижности, а дама быстро убегала. После этого Мельес возобновлял свои магические манипуляции, и съёмка продолжалась. При проекции никто не замечал остановки, необходимой для исчезновения, и иллюзия была полной. Ещё до этого Мельес употреблял трюк ускоренной съёмки.

## В ролях
- Жорж Мельес — фокусник
- Жанна Д’альси — дама